# 펀더멘털
펀더멘털(영어: fundamental)은 경제 용어로 "기초적인 사항"을 의미한다.

## 거시 경제에서의 펀더멘털
거시 경제에서는 고용, 생산, 물가 등의 기초적인 사항을 의미한다. 이들 기초적인 사항을 바탕으로 금리나 자산 가격 등이 정당화된다.

## 주식 투자에서의 펀더멘털
주식 투자에서는 종목의 기초적인 정보를 의미한다. 판매 동향이나 투자 계획 등이 이에 해당한다. 이들을 분석하는 것을 기본적 분석이라고 부르며, 주로 차트나 수급을 바탕으로 판단하는 기술적 분석과 함께 종목 선정의 근간을 이룬다.

## 같이 보기
- 기본적 분석
- 실물경제